# 浮島町 (川崎市)

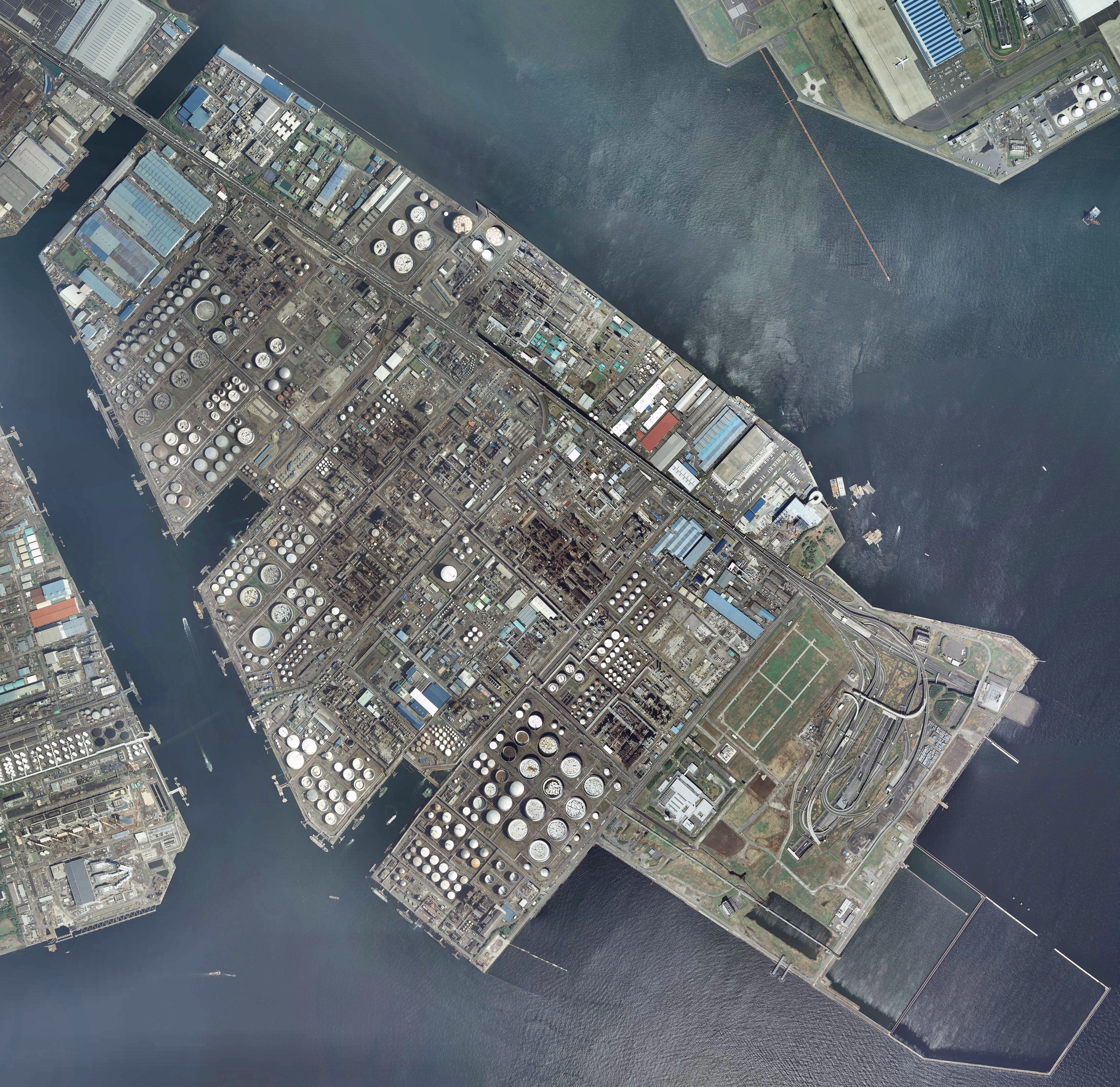
浮島町周辺の空中写真。。2007年4月撮影の10枚を合成作成。

浮島町（うきしまちょう）は、神奈川県川崎市川崎区の町名。神奈川県の内陸部最東端に位置する。住居表示実施済み区域。面積は4.84 km²。常住人口はごくわずかである。

## 地理
多摩川・東京湾・大師運河・多摩運河に囲まれた、北西・南東にやや細長い埋立地。石油化学コンビナートなどがあり、京浜工業地帯のなかでも重要な位置を占めるが、1997年に東京湾アクアラインが開通し、首都高速湾岸線・首都高速川崎線と交わる川崎浮島JCTが設けられるなど、交通の結節点としても重要性が増している。川崎市による埋立事業は現在も継続している。

## 歴史

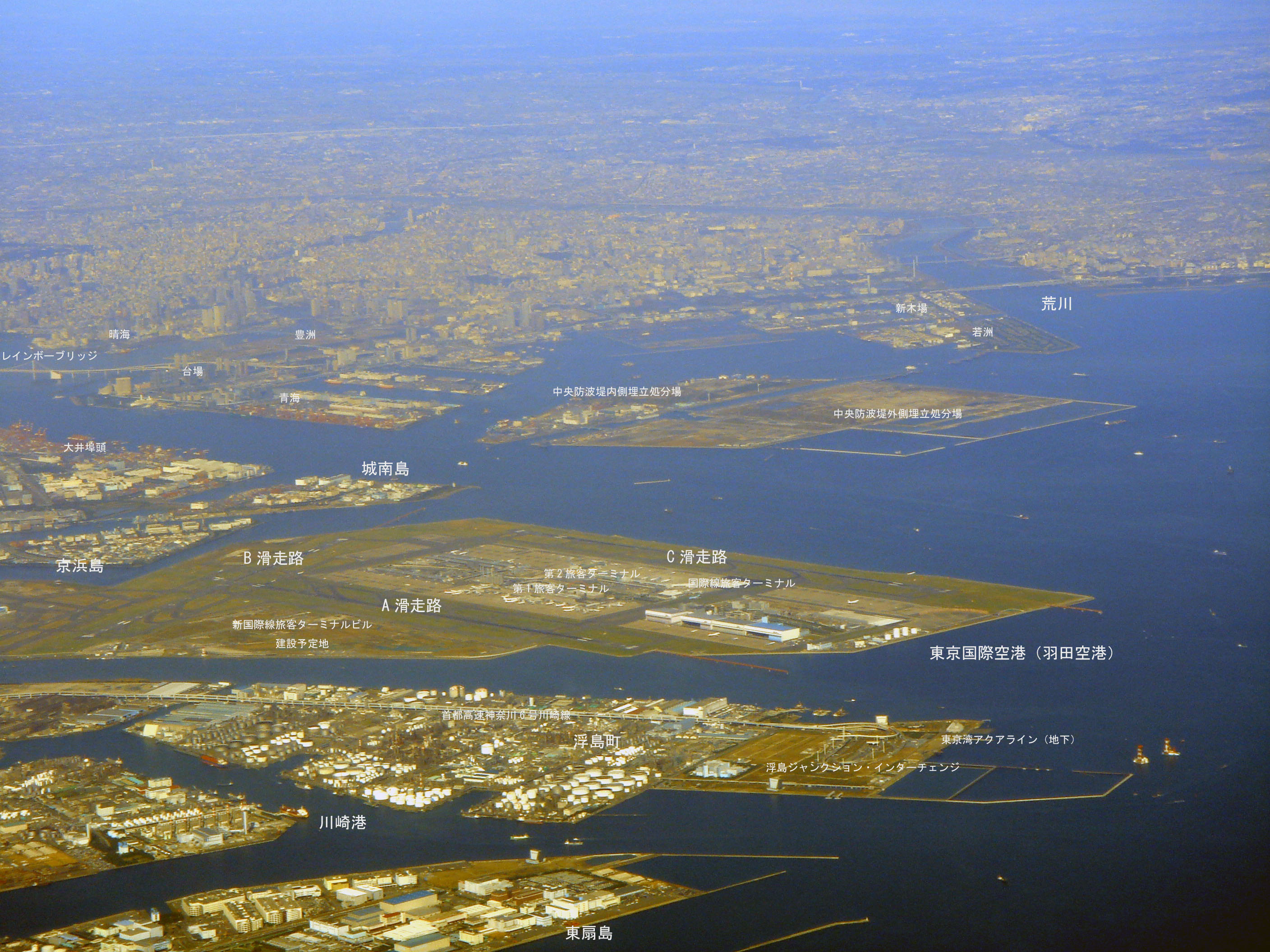
浮島町（画像中央下）

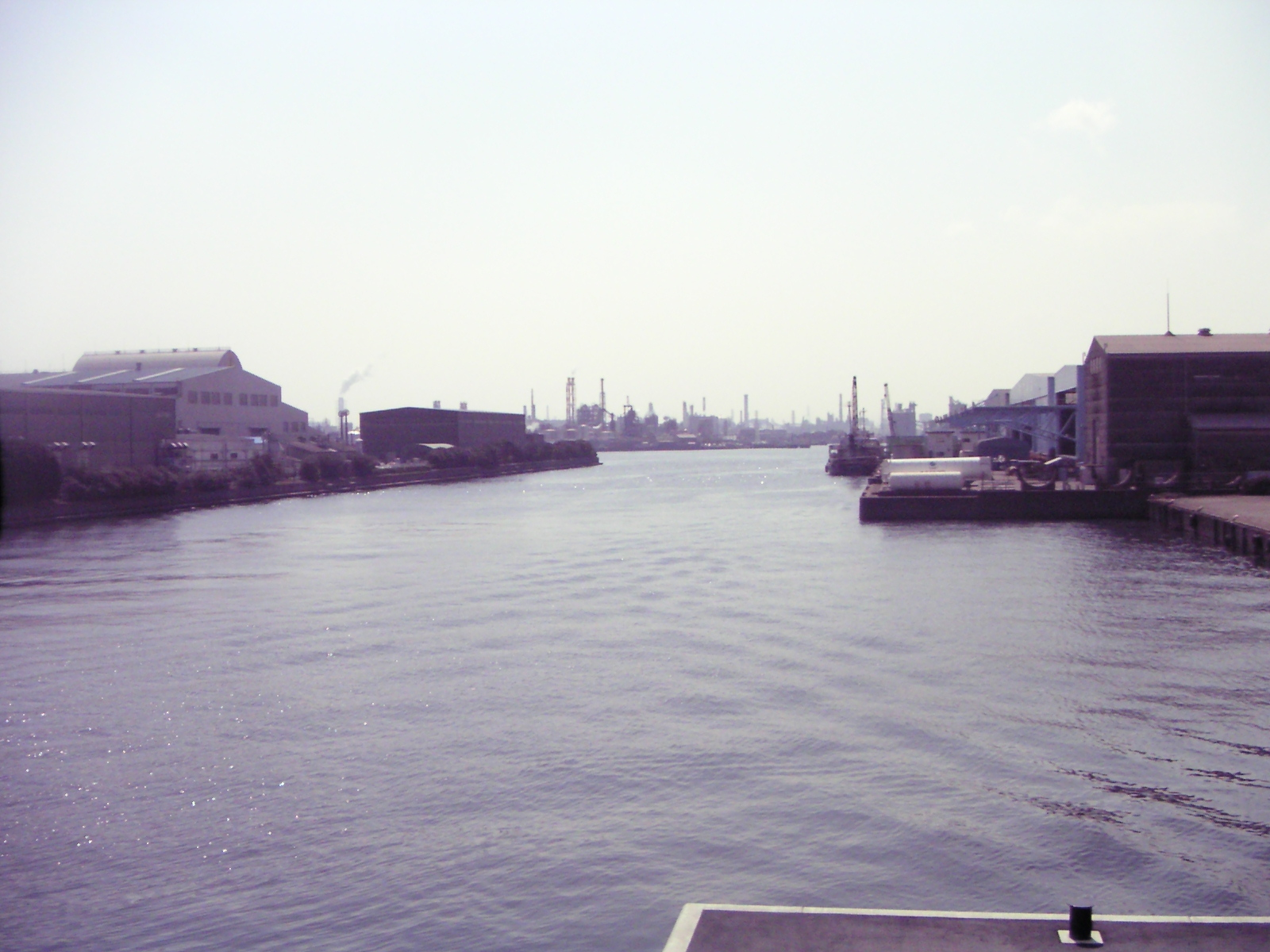
浮島橋から見る多摩運河

### 地名の由来
多摩川河口にある浮洲を埋め立てたことから。

### 沿革
- 1762年（宝暦12年） - 『池上家文書』に三本葭島に隣接した末広島という島が確認されている[6]。原野であり常夜灯が設置されているだけであった[6]。
- 1912年（明治45年） - 境界が多摩川を境に整理され川崎町に編入[6]
- 1956年（昭和31年） - 港湾審議会の決定により、埋立事業開始（1957年[6]）
- 1960年（昭和35年）10月12日 - 日網石油精製（のちのキグナス石油精製→東燃ゼネラル石油、現・ENEOS）川崎製油所操業開始
- 1960年（昭和35年）11月28日 - ゼネラル石油（現・ENEOS）川崎製油所操業開始
- 1961年（昭和36年） - 造成完了。末広島は末広町、埋立地は浮島町となる[6]。
- 1962年（昭和37年）3月13日 - 東亜燃料工業（現・ENEOS）川崎工場操業開始
- 1963年（昭和38年） - 3,794,563ヘクタールの第1期埋立事業が完了
- 1964年（昭和39年）3月25日 - 神奈川臨海鉄道浮島線開通
- 1965年（昭和40年）4月 - 日本カーフェリー（のちのマリンエキスプレス）による、川崎港-木更津港・市原港航路開設（市原航路は1974年7月まで運航）
- 1971年（昭和46年）3月 - 日本カーフェリーによる、川崎港-日向細島港航路開設（1994年には宮崎港航路を開設）
- 1974年（昭和49年） - 住居表示実施。末広町と浮島町を合併、浮島町とする[6]。
- 1987年（昭和62年） - 東京湾アクアライン着工
- 1994年（平成6年）12月21日 - 首都高速湾岸線開通
- 1997年（平成9年）12月12日 - 首都高速湾岸線浮島出入口供用開始
- 1997年（平成9年）12月18日 - 東京湾アクアライン開通
- 1997年（平成9年）12月 - 木更津航路運航終了
- 2002年（平成14年）4月 - 首都高速川崎線開通
- 2005年（平成17年）6月 - 日向・宮崎航路運航終了
- 2011年（平成23年）4月5日 - 横浜シティ・エア・ターミナルから浮島町地区を経由して江川1丁目への通勤高速バス運行開始[7]。
- 2011年（平成23年）10月1日 - 産業道路駅(現在の大師橋駅)前からJX日鉱日石エネルギー浮島前（現・ENEOS浮島前）への路線バス運行開始[8]。

## 事業所
2021年（令和3年）現在の経済センサス調査による事業所数と従業員数は以下の通りである。
| 町丁   | 事業所数  | 従業員数 |
| ------ | --------- | -------- |
| 浮島町 | 157事業所 | 6,687人  |

### 事業者数の変遷
経済センサスによる事業所数の推移。
| 年                 | 事業者数 |
| ------------------ | -------- |
| 2016年（平成28年） | 166      |
| 2021年（令和3年）  | 157      |

### 従業員数の変遷
経済センサスによる従業員数の推移。
| 年                 | 従業員数 |
| ------------------ | -------- |
| 2016年（平成28年） | 6,759    |
| 2021年（令和3年）  | 6,687    |

## 交通

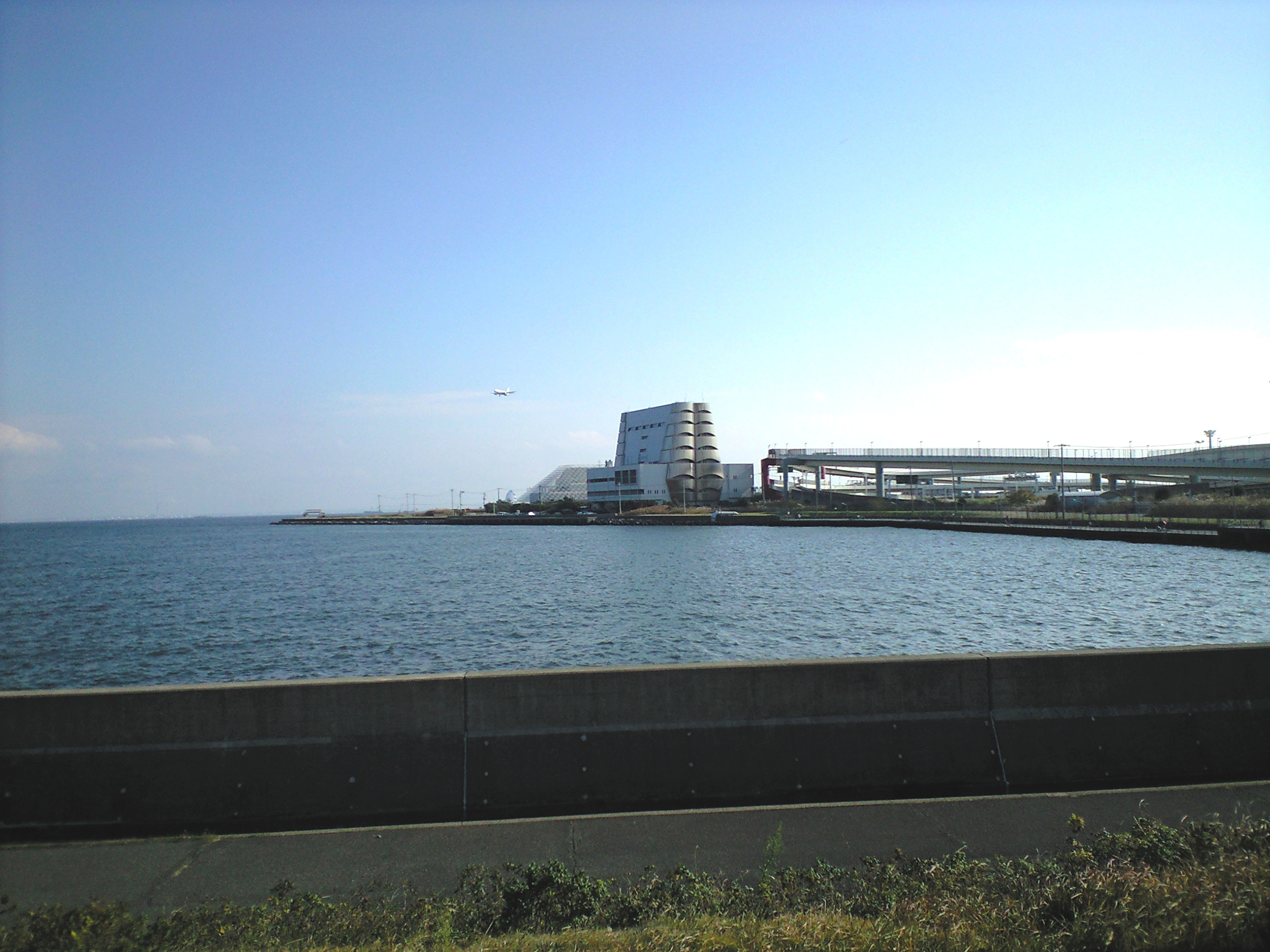
浮島町公園から見た川崎浮島ジャンクション

道路
北西側は多摩運河を渡る浮島橋を経て国道409号（浮島通り）が川崎市街へ通じているほか、首都高速川崎線が通っている。
北東側は首都高速湾岸線多摩川トンネルを経て羽田空港・東京都心方面、南西側は首都高速湾岸線川崎航路トンネルを経て東扇島・横浜市街へ通じている。南東側は東京湾アクアラインが川崎人工島（神奈川県最東端）を経て東京湾対岸の木更津市とを結んでいる。このうち、島外へ徒歩・自転車で往来できるのは国道409号浮島橋のみである。
バス
川崎鶴見臨港バスが、浮島バスターミナルと川崎駅間や大師橋駅とENEOS浮島前とを結んでいるほか、平日・土曜の通勤時間帯には川崎鶴見臨港バスが横浜シティ・エア・ターミナルから浮島町地区を経由して江川1丁目への通勤高速バスを運行している。東京湾アクアライン経由で川崎駅と木更津駅とを結ぶ高速バスは浮島バスターミナルに停車するが、木更津方面に行き来する場合に限り乗降できる。川崎市バスは2013年4月をもって撤退した。
鉄道
神奈川臨海鉄道浮島線の末広町駅と浮島町駅があり、石油輸送や変圧器等の製品出荷、川崎市北部の梶ヶ谷貨物ターミナル駅からの廃棄物輸送に利用されている。両駅とも貨物専用であり、旅客列車は運行されていない。
航路
マリンエキスプレスが浮島町公園近くのフェリー埠頭から木更津港・日向細島港などへのカーフェリー航路を開設していたが、現在はいずれも運航を終了している。

## 進出企業
- JFEコンテイナー川崎工場
- ENEOS川崎製油所・川崎製造所浮島地区
- 日本ユニカー川崎工業所
- 花王川崎工場
- 新日本理化川崎工場
- 日本ブチル川崎工場
- 日本触媒川崎製造所

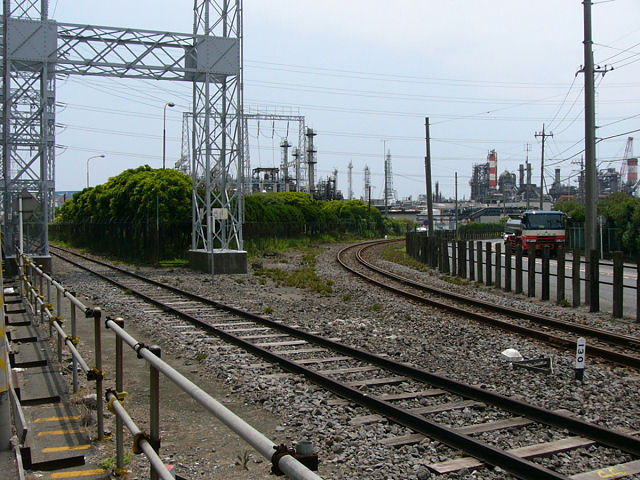
ENEOS川崎製油所300号地（写真奥）

- 旭化成ケミカルズ川崎製造所アクリル樹脂工場
- セントラル硝子川崎工場
- セントラル化学
- 日本合成アルコール川崎工場
- 東芝原子力技術研究所[11]
- 東芝エネルギーシステムズ浜川崎工場
- 東燃化学川崎工場
- 東洋製罐川崎工場
- 日鉄鋼管川崎工場
- 大王製紙川崎事業所

## その他の施設
- 浮島町公園
- 浮島太陽光発電所
- 川崎市環境局浮島処理センター
  - かわさきエコ暮らし未来館
- サンパーキング羽田浮島店

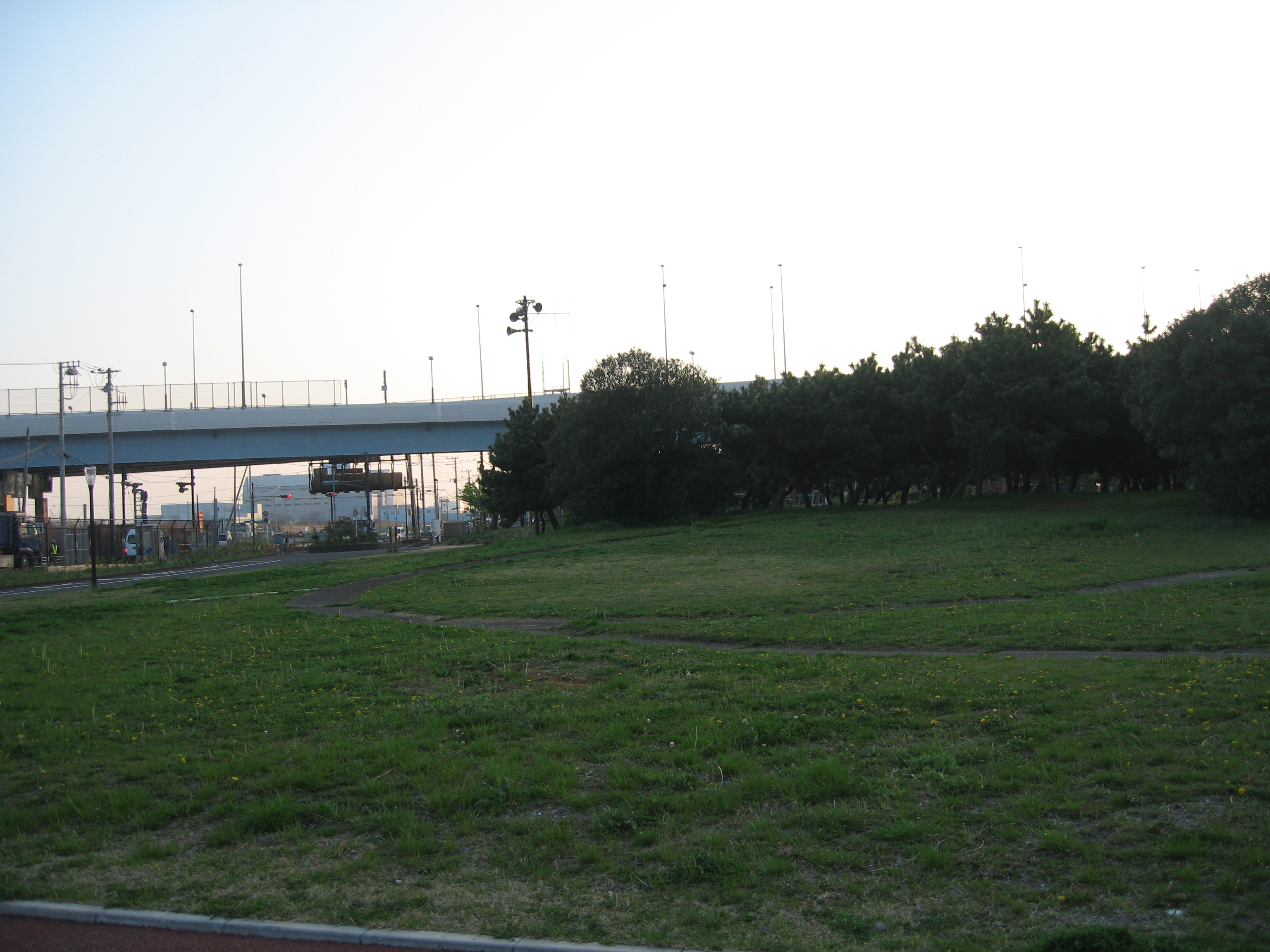
浮島町公園

なお、島内には学校はなく、商業施設も工場内の従業員を対象とした小規模な店舗が存在する程度である。公立の小中学校の学区は、浮島町全体で、川崎市立殿町小学校、川崎市立大師中学校となっている。

## その他

### 日本郵便
- 郵便番号 : 210-0862[2]（集配局 : 川崎港郵便局[14]）

### 警察
町内の警察の管轄区域は以下の通りである。
| 番・番地等 | 警察署         | 交番・駐在所 |
| ---------- | -------------- | ------------ |
| 全域       | 川崎臨港警察署 | 殿町交番     |